# Запис Милосављевића крушка (Драгово)
Запис Милосављевића крушка (Драгово) се налази на парцели чији је власник Милосављевић Милан.

## Локација
| Општина             | Рековац                                                          |
| Катастарска општина | Драгово                                                          |
| Потес               | Горњи парлог                                                     |
| Координате          | 43° 47′ 50″ С; 21° 05′ 04″ И / 43.7971° С; 21.084399999999999° И |
| Надморска висина    | 390m                                                             |

## Карактеристике
Дендрометријске вредности утврђене на терену и сателитским снимцима:
| Стабло                     | Крушка |
| Висина стабла              | m      |
| Обим дебла                 | m      |
| Пречник крошње             | 8m     |
| Пречник дебла              | m      |
| Висина дебла до прве гране | m      |

## База записа
Запис је у оквиру Викимедија пројекта "Запис - Свето дрво" заведен под редним бројем 0221.